# Padiglione svizzero
Il Padiglione svizzero (Pavillon suisse) è un edificio di Parigi opera di Le Corbusier del 1930-1933 nella Cité Internationale Universitaire di Parigi. Si trova su Boulevard Jourdan 7 ed è aperto al pubblico a cura della Fondazione Le Corbusier.
Venne costruito con Pierre Jeanneret e oggi è usato come casa dello studente per circa 50 inquilini. Questo edificio è la prima realizzazione della "machine à habiter", ed è stato riconosciuto come uno degli edifici essenziali per la fondazione del movimento moderno.